# Campeonato Catarinense de Futebol de 1942
O Campeonato Catarinense de Futebol de 1942 teve a participação de 7 equipes.

## Equipes Participantes
| Equipe        | Município     | Classificação                                                     |
| ------------- | ------------- | ----------------------------------------------------------------- |
| América       | Joinville     | Campeão da ACD (Associação Catarinense de Desportos) em 1942.     |
| Avaí          | Florianópolis | Campeão da LFF (Liga Florianopolitana de Futebol) em 1942.        |
| Barriga Verde | Laguna        | convidado                                                         |
| Brasil        | Blumenau      | Campeão da LBD (Liga Blumenauense de Desportos) em 1942.          |
| Hercílio Luz  | Tubarão       | Campeão da AESC (Associação Esportiva Sul Catarinense) em 1942.   |
| Pery          | Mafra         | Campeão da LEC (Liga Esportiva Catarinense) em 1942.              |
| Brusquense    | Brusque       | Campeão da ASVI (Associação Sportiva do Vale do Itajahy) em 1942. |

## Primeira fase
| 13/09/1942 - Domingo         | 13/09/1942 - Domingo | 13/09/1942 - Domingo | 13/09/1942 - Domingo | 13/09/1942 - Domingo | 13/09/1942 - Domingo                                        |
| Zona Sul                     | Zona Sul             | Zona Sul             | Zona Sul             | Zona Sul             | Zona Sul                                                    |
| ---------------------------- | -------------------- | -------------------- | -------------------- | -------------------- | ----------------------------------------------------------- |
| Hercílio Luz                 | 4                    | x                    | 1                    | Barriga Verde        | Hercílio Luz classificado para a decisão da Zona Sul.       |
| Zona Norte                   |                      |                      |                      |                      |                                                             |
| América                      | 5                    | x                    | 1                    | Pery                 | América classificado para a decisão da Zona Norte.          |
| Zona Itajaí-Blumenau-Brusque |                      |                      |                      |                      |                                                             |
| Brusquense                   | 4                    | x                    | 1                    | Brasil               | Sport Brusquense classificado para a decisão da Zona Norte. |

## Semifinais
| 27/09/1942 - Domingo  | 27/09/1942 - Domingo | 27/09/1942 - Domingo | 27/09/1942 - Domingo | 27/09/1942 - Domingo | 27/09/1942 - Domingo               |
| Decisão da Zona Sul   | Decisão da Zona Sul  | Decisão da Zona Sul  | Decisão da Zona Sul  | Decisão da Zona Sul  | Decisão da Zona Sul                |
| --------------------- | -------------------- | -------------------- | -------------------- | -------------------- | ---------------------------------- |
| Avaí                  | 6                    | x                    | 1                    | Hercílio Luz         | Avaí classificado para a final.    |
| Decisão da Zona Norte |                      |                      |                      |                      |                                    |
| América               | 3                    | x                    | 1                    | Brusquense           | América classificado para a final. |

## Final
| O Brasil participava da Segunda Guerra Mundial. O América de Joinville teve alguns jogadores impedidos de jogar, pois serviam ao Exército e estavam de prontidão no quartel. O América solicitou a remarcação do jogo, o que foi atendido pelo Avai, mas na nova data os atletas continuavam impossibilitados de viajar para Florianópolis. Como clube joinvillense não conseguiu uma solução para o caso, a Federação Catarinense de Futebol deu a vitória ao Avai declarando-o campeão estadual. | O Brasil participava da Segunda Guerra Mundial. O América de Joinville teve alguns jogadores impedidos de jogar, pois serviam ao Exército e estavam de prontidão no quartel. O América solicitou a remarcação do jogo, o que foi atendido pelo Avai, mas na nova data os atletas continuavam impossibilitados de viajar para Florianópolis. Como clube joinvillense não conseguiu uma solução para o caso, a Federação Catarinense de Futebol deu a vitória ao Avai declarando-o campeão estadual. | O Brasil participava da Segunda Guerra Mundial. O América de Joinville teve alguns jogadores impedidos de jogar, pois serviam ao Exército e estavam de prontidão no quartel. O América solicitou a remarcação do jogo, o que foi atendido pelo Avai, mas na nova data os atletas continuavam impossibilitados de viajar para Florianópolis. Como clube joinvillense não conseguiu uma solução para o caso, a Federação Catarinense de Futebol deu a vitória ao Avai declarando-o campeão estadual. | O Brasil participava da Segunda Guerra Mundial. O América de Joinville teve alguns jogadores impedidos de jogar, pois serviam ao Exército e estavam de prontidão no quartel. O América solicitou a remarcação do jogo, o que foi atendido pelo Avai, mas na nova data os atletas continuavam impossibilitados de viajar para Florianópolis. Como clube joinvillense não conseguiu uma solução para o caso, a Federação Catarinense de Futebol deu a vitória ao Avai declarando-o campeão estadual. | O Brasil participava da Segunda Guerra Mundial. O América de Joinville teve alguns jogadores impedidos de jogar, pois serviam ao Exército e estavam de prontidão no quartel. O América solicitou a remarcação do jogo, o que foi atendido pelo Avai, mas na nova data os atletas continuavam impossibilitados de viajar para Florianópolis. Como clube joinvillense não conseguiu uma solução para o caso, a Federação Catarinense de Futebol deu a vitória ao Avai declarando-o campeão estadual. | O Brasil participava da Segunda Guerra Mundial. O América de Joinville teve alguns jogadores impedidos de jogar, pois serviam ao Exército e estavam de prontidão no quartel. O América solicitou a remarcação do jogo, o que foi atendido pelo Avai, mas na nova data os atletas continuavam impossibilitados de viajar para Florianópolis. Como clube joinvillense não conseguiu uma solução para o caso, a Federação Catarinense de Futebol deu a vitória ao Avai declarando-o campeão estadual. |
| 04/10/1942 - Domingo | 04/10/1942 - Domingo | 04/10/1942 - Domingo | 04/10/1942 - Domingo | 04/10/1942 - Domingo | 04/10/1942 - Domingo |
| Decisão entre os campeões das zonas norte e sul | Decisão entre os campeões das zonas norte e sul | Decisão entre os campeões das zonas norte e sul | Decisão entre os campeões das zonas norte e sul | Decisão entre os campeões das zonas norte e sul | Decisão entre os campeões das zonas norte e sul |
| --- | --- | --- | --- | --- | --- |
| Avaí | WO | x | 0 | América | Avaí campeão estadual de 1942. |

## Elencos dos finalistas
- Avaí:

Adolfinho; Fateco e Diamantino; Chocolate, Beck e Henrique; Felipinho, Nizeta, Bráulio, Tião e Saul.
- América:

Colin (Schimidt); Felix e Currage; Garcia, Lula e Téio; Chico Preto, Bibe, Cocada, Zequinha e Aldinho (Zeca).

## Classificação final
| 1 | Avaí Futebol Clube              |
| 2 | América Futebol Clube           |
| 3 | Sport Club Brusquense           |
| 4 | Hercílio Luz Futebol Clube      |
| 5 | Barriga Verde Futebol Clube     |
| 5 | Recreativo Brasil Esporte Clube |
| 7 | Pery Ferroviário Esporte Clube  |

|  |                              |
|  | Campeão Catarinense de 1942. |

## Campeão
| Campeonato Catarinense de 1942 |
| ------------------------------ |
| Avaí 6º Título                 |